# Sofía Osío
Sofía Osío Luna (sinh ngày 27 tháng 5 năm 2000) là một người mẫu, nhà giao tiếp xã hội và Hoa hậu, người đã đăng quang Hoa hậu Colombia 2022. Cô đại diện cho Colombia tại cuộc thi Hoa hậu Quốc tế 2023.

## Tuổi thơ
Sofía sinh ra ở Barranquilla, Atlántico, Colombia. Cô là con gái của Fernán Osío và Susana Luna, đồng thời có ba anh chị em. Cô học trung học tại Colegio Hebreo Unión (Trường tiếng Do Thái Union)  một tổ chức song ngữ đặt tại thành phố xuất xứ của cô, trong khi quá trình đào tạo học thuật tiếp theo của cô diễn ra tại Istituto Europeo di Design, đặt tại Barcelona, Tây Ban Nha, nơi cô tốt nghiệp chuyên ngành tiếp thị và truyền thông thời trang. Ngoài tiếng mẹ đẻ, cô còn thông thạo tiếng Anh. Từ khi còn trẻ, cô đã làm người mẫu cho nhiều thương hiệu khác nhau trên toàn quốc.

## Cuộc thi sắc đẹp

### Hoa hậu Atlántico 2022
Sự nghiệp tham gia các cuộc thi sắc đẹp của Sofía Osío bắt đầu vào tháng 6 năm 2022, khi cô được chỉ định là Miss Atlántico mới cho phiên bản tiếp theo của cuộc thi Miss Colombia (Concurso Nacional de Belleza), cuộc thi đó sẽ được tổ chức ra mắt vào tháng 11 cùng năm.

### Hoa hậu Colombia 2022
Trong cuộc thi, cô nổi bật là một trong những ứng cử viên được yêu thích nhất để giành được danh hiệu Hoa hậu Colombia mà Valentina Espinosa nắm giữ vào thời điểm đó. Màn trình diễn của cô trong suốt cuộc thi đã giúp cô trở thành người chiến thắng vào đêm ngày 13 tháng 11 năm 2022 tại thành phố Cartagena như thông lệ truyền thống của cuộc thi sắc đẹp.
Chiến thắng của cô đã mang lại cho khoa của mình danh hiệu thứ 12 trong lịch sử của cuộc thi Hoa hậu Colombia, một danh hiệu mà khoa chưa có được kể từ Paulina Vega đăng quang Hoa hậu Colombia 2013.

### Hoa hậu Quốc tế 2023
Cô đại diện cho Colombia tại Hoa hậu Quốc tế 2023 ở Nhật Bản và giành vị trí Á hậu 1.